# Xenomystax trucidans
Xenomystax trucidans is een  straalvinnige vissensoort uit de familie van zeepalingen (Congridae). De wetenschappelijke naam van de soort is voor het eerst geldig gepubliceerd in 1894 door Alcock.
De soort staat op de Rode Lijst van de IUCN als Onzeker, beoordelingsjaar 2009.